# سمان الغابة المتألق
سمان الغابة المتألق (الاسم العلمي: Odontophorus stellatus) (بالإنجليزية: Starred Wood-quail)‏ هو نوع من الطيور يتبع جنس سمان الغابة من فصيلة سمان العالم الجديد.